# أكواريا (لعبة فيديو)
أكواريا هي لعبة فيديو أكشن مغامرات صممتها أليك هولوكا وديريك يو تحت اسم بت بلوت. صدرت في 2007 على الأندرويد، ويندوز وآي أو إس.